# Novoánninski
Novoánninski (ruso: Новоа́ннинский) es una ciudad rusa, capital del raión homónimo en la óblast de Volgogrado.
En 2021, el territorio de la ciudad tenía una población de 15 354 habitantes, de los cuales 15 351 vivían en la propia ciudad y el resto en su única pedanía: Posiólok Uchjoza Novoánninskogo Seljoztéjnikuma, un posiólok rural casi despoblado.
Se ubica junto a la carretera R22, a medio camino entre Mijáilovka y Borisoglebsk. Al norte del casco urbano fluye el río Buzuluk.

## Historia
Fue fundado en 1872 como poblado ferroviario, al abrirse aquí una estación en la línea de ferrocarril de Griazi a Tsaritsyn. Desde tres años antes se llevaba intentando hacer pasar la línea por la cercana stanitsa de Filónovskaya, pero los cosacos del Don se opusieron y se desvió la línea hacia las tierras de Annínskaya (actual Staroannínskaya, "Antigua Annínskaya"). De esta forma surgió una estación todavía actualmente llamada "Filonovo", en referencia al mapa inicialmente previsto, pero en una localidad llamada "Novoannínskaya" ("la Nueva Annínskaya"). Sin embargo, el topónimo no hacía referencia en su origen a una localidad, sino a un conjunto de granjas (jutorá) que comenzaron a crecer en torno a la estación. La más importante de ellas, en el casco antiguo de la actual ciudad, era Privokzalni (Привокзальный), que pese a su estatus de jútor parecía una pequeña ciudad con casi un centenar de establecimientos comerciales.
En 1911, Aleksandr Samsónov visitó el jútor como jefe interino de las tropas del Don, y el asentamiento pasó a llamarse "Samsónovski" (Самсоновский). Tras la Revolución rusa, en 1918 se oficializó el topónimo de "Novo-Annínskaya" (Ново-Аннинская). Posteriormente, la Unión Soviética le dio el estatus de capital distrital en 1928, cuando se definieron los raiones del krai del Bajo Volga, y el de asentamiento de tipo urbano en 1936. Desde el momento del reconocimiento de su estatus urbano, el topónimo pasó a ser "Novo-Ánninski" (Ново-Аннинский). En la Gran Guerra Patria, el asentamiento tuvo cierta importancia para la batalla de Stalingrado, ya que alrededor de la localidad se construyeron once kilómetros de fortificaciones para defender la ruta de Stalingrado a Moscú. En 1956, cuando llegó a tener veinticinco mil habitantes, adoptó el estatus de ciudad con el topónimo "Novo-Ánnenski" (Ново-Анненский), que en 1960 fue sustituido por el nombre actual.